# Gorjal

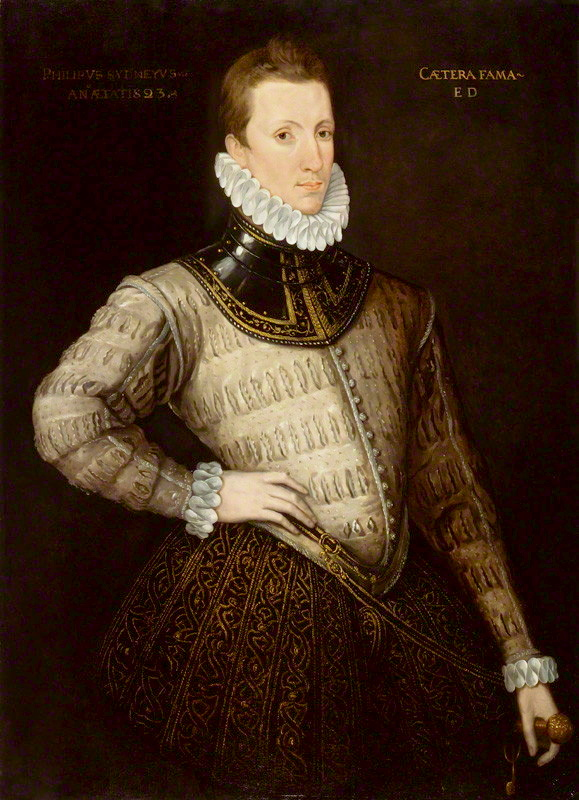
Sir Philip Sidney llevando un gorjal en un retrato.

Se llama gorjal a la pieza de la armadura de placas antigua que se ajustaba al cuello para su defensa. Esta pieza de la armadura de placas sustituyó a la gola. Apareció a mediados del siglo XV. El gorjal era la primera pieza metálica que se vestía al ponerse el arnés. Encima iban la coraza y los guardabrazos, que se enlazaban después a ella por medio de una hebilla y una correa. Consistía en un cuello de hierro dividido en dos piezas articuladas a fin de poderlo ajustar, el cual llevaba una falda o avance semicircular o poligonal que cubría la parte superior del pecho, y otro que cubría las espaldas, uniéndose ambos sobre los hombros. 
El gorjal se utilizó mucho con el almete porque este casco, como la celada de encaje, necesitaba un cuello que lo detuviera y sujetara para dejar libre el movimiento de la cabeza dentro del casco. El uso del gorjal continuó durante todo el siglo XVI. A finales del mismo, se empleaban en Inglaterra unos gorjales a los cuales iban unidos los guardabrazos u hombreras, que estaban compuestos de láminas articuladas. En España, se usó mucho el gorjal durante el siglo XVI. Por su importancia histórica se debe citar el gorjal de Felipe II que se guardaba en la Real Armería de Madrid, en el que se podían apreciar varios relieves de plata representando un ejército en el trance de tomar la plaza de San Quintín. También se debe citar otro gorjal semejante, damasquinado y cincelado, que perteneció a la armadura de Francisco I de Francia, obra como aquel del renacimiento italiano.